# Jihad (Star Trek: Seria animată)
„Jihad” (titlu original: „The Jihad”) este al 16-lea episod (și ultimul) din primul sezon al serialului TV american științifico-fantastic Star Trek: Seria animată. A avut premiera la 12 ianuarie 1974 pe canalul NBC.
Episodul a fost regizat de Hal Sutherland (la fel ca primele 15 episoade ale sezonului întâi) după un scenariu de Stephen Kandel care a mai scris trei episoade cu Harry Mudd: „Poțiunea dragostei”, „Eu, Mudd” și „Planeta iluziilor” (ultimele două din seria originală).

## Prezentare
USS Enterprise ajunge lângă asteroidul Vedala, unde căpitanul Kirk și Mr. Spock au fost citați pentru a da detalii despre un artefact religios dispărut, Soul de Skorr. Furtul acestui artefact ar putea da naștere unui război sfânt galactic. 